# ヴォードヴィル (ムルト＝エ＝モゼル県)
ヴォードヴィル （Vaudeville）は、フランス、グラン・テスト地域圏、ムルト＝エ＝モゼル県のコミューン。

## 人口統計
| 1962年 | 1968年 | 1975年 | 1982年 | 1990年 | 1999年 | 2006年 | 2015年 |
| ------ | ------ | ------ | ------ | ------ | ------ | ------ | ------ |
| 187    | 182    | 145    | 158    | 151    | 172    | 188    | 173    |

参照元:1962年から1999年までは複数コミューンに住所登録をする者の重複分を除いたもの。それ以降は当該コミューンの人口統計によるもの。1999年までEHESS/Cassini、2006年以降INSEE